# Dustin Moskovitz

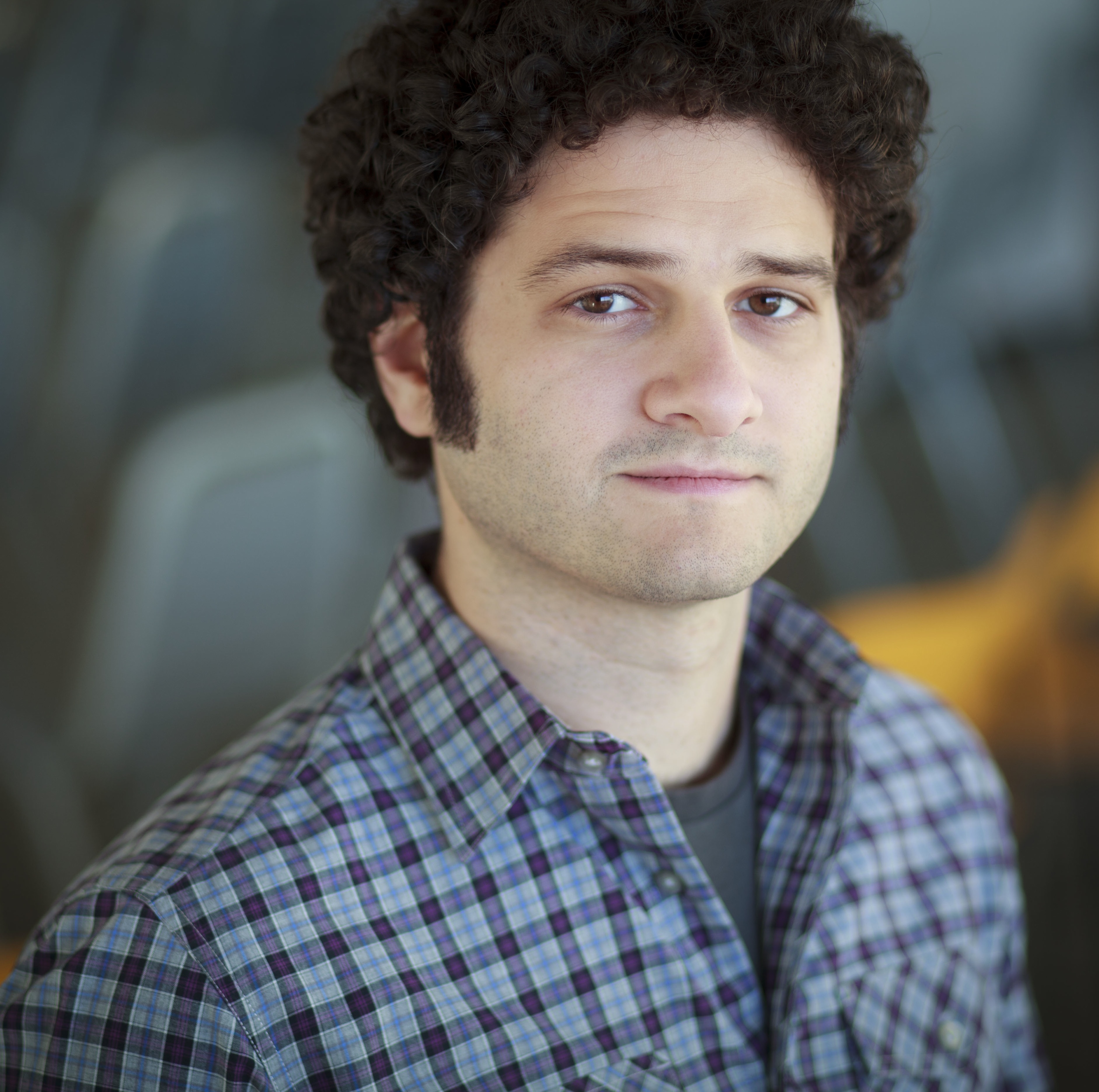
Dustin Moskovitz (2011)

Dustin Aaron Moskovitz (* 22. Mai 1984 in Gainesville, Florida) ist ein US-amerikanischer IT-Unternehmer und CEO von Asana Inc. Er ist Mitbegründer von Facebook Inc. (heute Meta Platforms), dem Betreiber des gleichnamigen sozialen Netzwerks, und hält an diesem einen Anteil von 2,34 Prozent.

## Leben
Dustin Moskovitz studierte an der Harvard University. Am 3. Oktober 2008 verkündete Moskovitz, dass er Facebook verlassen wird, um ein neues Unternehmen zu gründen. Mark Zuckerberg sagte dazu: „Dustin has always had Facebook's best interest at heart and will always be someone I turn to for advice.“ („Dustin hatte stets Facebooks Wohl im Sinn und wird immer jemand bleiben, den ich um Rat bitten werde.“) Während seiner Zeit bei Facebook war Moskovitz Vizepräsident und zuständig für das technische Personal. Zuletzt arbeitete er an internen Tools.
2011 gründete Moskovitz gemeinsam mit seiner Frau, Cari Tuna, die philanthropische Stiftung GoodVentures, die ab dem Folgejahr mit dem Hilfswerk-Evaluator GiveWell kooperierte. Beide Organisationen identifizieren sich mit den Zielen des effektiven Altruismus.
Dustin Moskovitz lebt heute in San Francisco und ist Mitgründer des Produktivitätswerkzeuges Asana.

## Sonstiges
Im Spielfilm The Social Network übernahm Joseph Mazzello seine Rolle.
Moskovitz hat sich der Wohltätigkeitsinitiative The Giving Pledge angeschlossen.
Im August 2025 wurde sein Privatvermögen von Forbes auf 20 Milliarden US-Dollar geschätzt.